# Ceramica Coppellotti
La ceramica Coppellotti fu prodotta a Lodi nei secoli XVII e XVIII e rappresenta uno dei principali esempi di produzione di ceramica a Lodi. Le ceramiche più pregiate risalgono al periodo 1735-40.

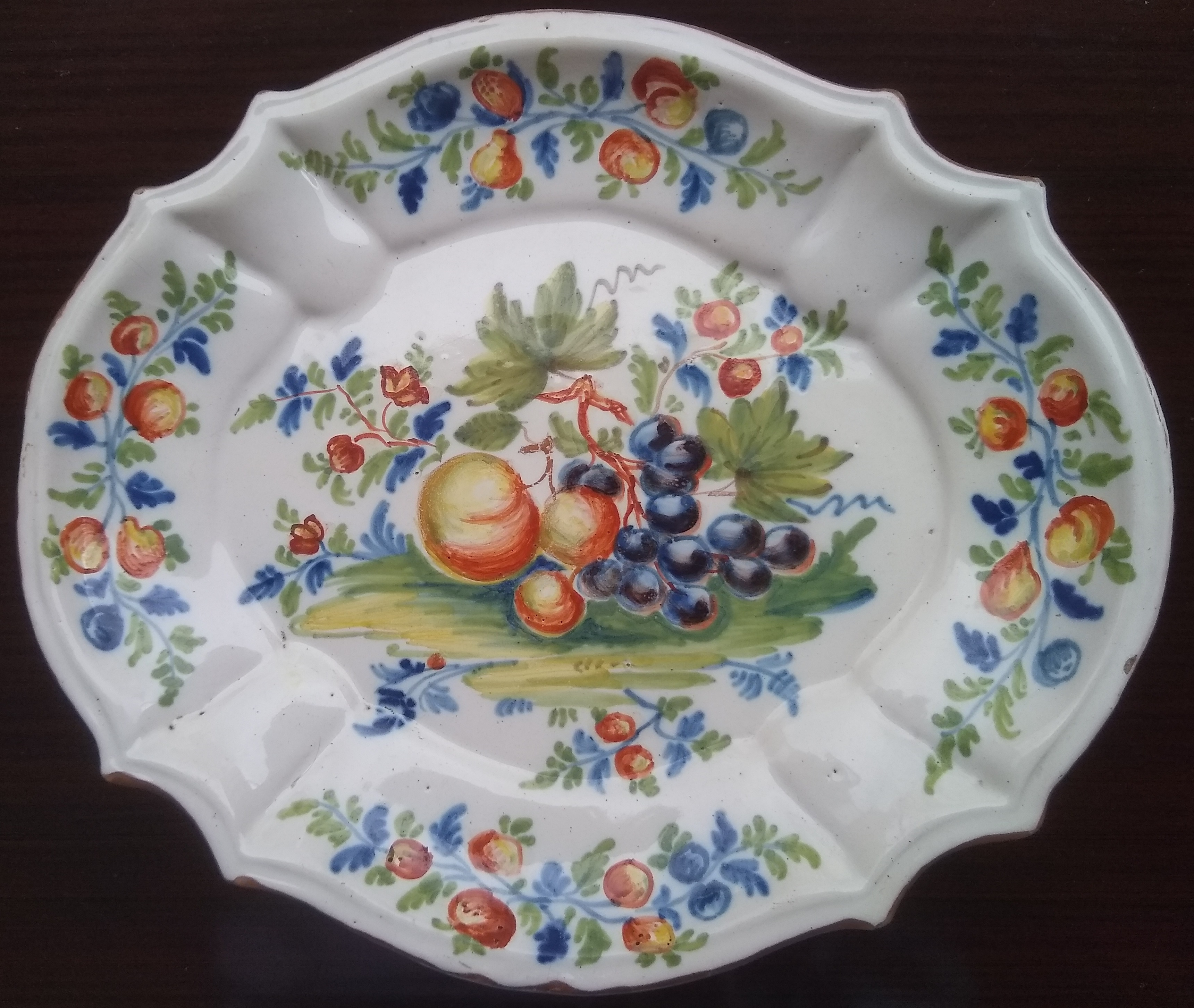
Piatto in ceramica di Lodi con decoro alla frutta, fabbrica Coppellotti, 1740 circa

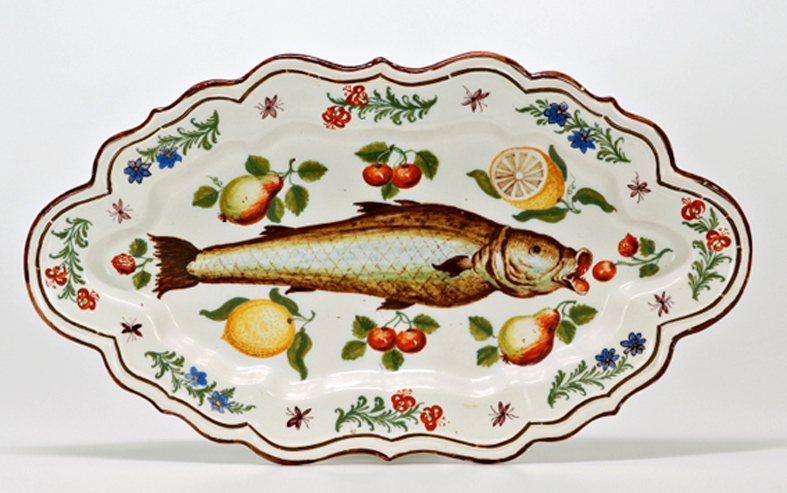
Vassoio in maiolica policroma con dipinti, un pesce, fiori e frutta. Lodi, 1751.

## Storia
Attiva a Lodi dal 1641 nella zona di via Solferino/via Verdi, la fabbrica di ceramica rimase sotto la gestione della famiglia Coppellotti fino al 1770. Fu poi data in gestione ai Berinzaghi e ai Pedrinazzi fino al 1787, quando fu costretta a chiudere a causa del pericolo di incendio e per i fumi esalati.
Non sono rimasti esemplari noti del secolo XVII. Le opere ceramiche principali risalgono alla prima metà del secolo XVIII, sotto la direzione di Antonio Maria Coppellotti. Ad Antonio Maria Coppellotti si riferisce il monogramma 'AMC' a lettere accostate, usato come marchio di fabbrica sul retro delle ceramiche.

## Materiali e tecniche
Per la ceramica veniva usata principalmente la terra di Stradella, un'argilla ricca di calcare, che, grazie alla sua plasmabilità, consentiva la produzione di ceramiche molto sottili e leggere.
Per lo smalto veniva usata sabbia di San Colombano al Lambro, ricca di silicio. Lo smalto conteneva stagno, ed era uniforme e piacevole al tatto. Trattandosi di ceramica a smalto stannifero, si tratta di maiolica.
La fabbrica Coppellotti, nella prima metà del secolo XVIII, cuoceva solo con la tecnica del 'Gran fuoco', con due cotture a circa 950 °C. Con la prima cottura si consolidava il manufatto che poteva poi essere smaltato e quindi, con lo smalto ancora non cotto, colorato. Lo smalto assorbiva parte del colore. Poiché si dipingeva sullo smalto crudo, quindi su una superficie porosa ed assorbente, eventuali errori non potevano essere corretti Il numero di colori utilizzabili era ridotto a quelli che potessero resistere all'alta temperatura della seconda cottura: manganese per il violetto, antimonio per il giallo, ferro per un colore rossastro, cobalto per il blu, rame per il verde. Il blu di cobalto tendeva a diffondere nello smalto, creando sfumature azzurre, e questo succedeva anche quando veniva mischiato al giallo per creare il verde . Il rosso vero e proprio compariva raramente, data l'alta probabilità di bruciare durante la cottura ad alta temperatura, e spesso si sopperiva con forti tonalità di arancione o di bruno manganese.

## Forme e decori

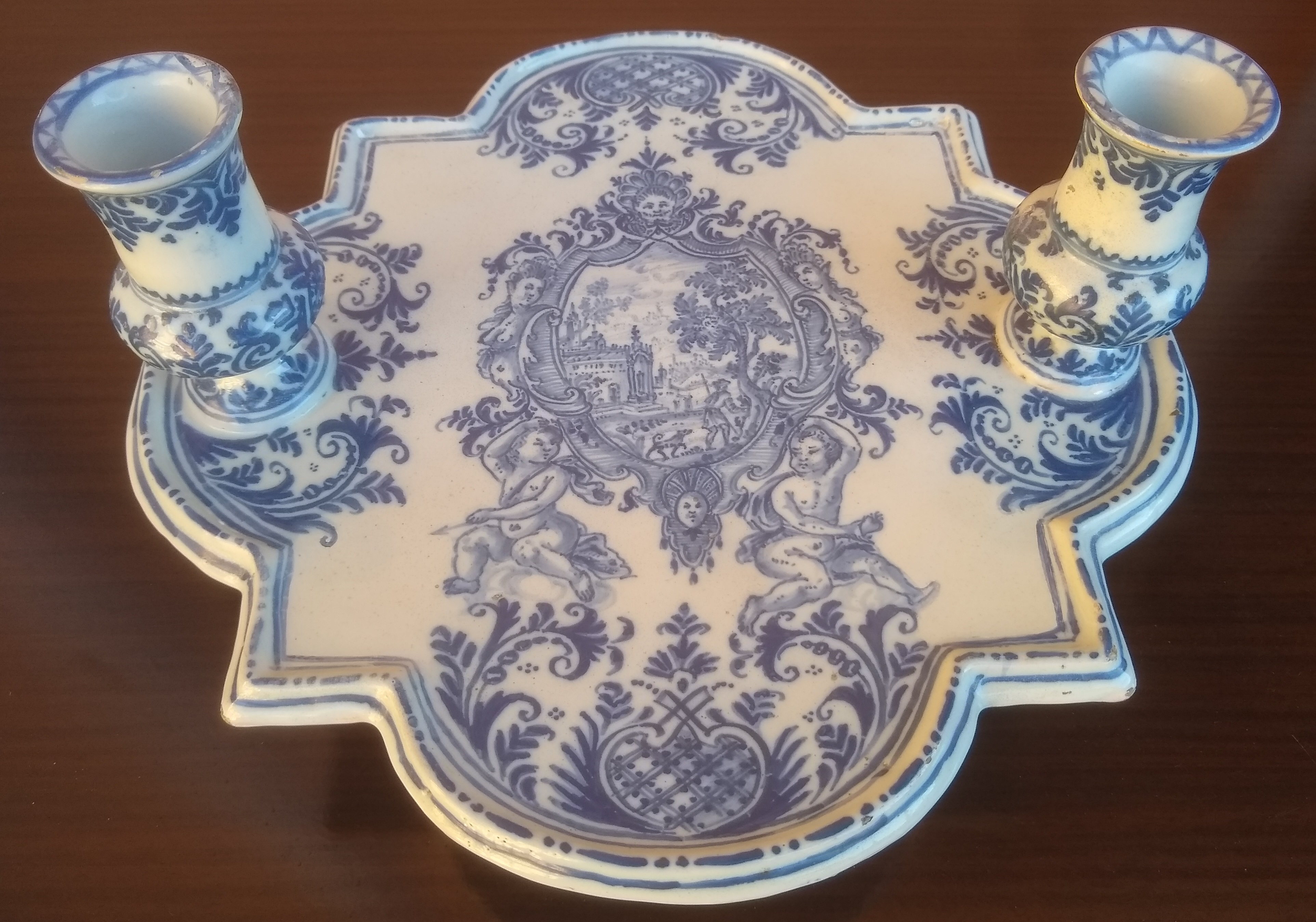
Alzata in maiolica, fabbrica Coppellotti, XVIII secolo

Furono prodotti piatti sagomati, centri tavola con busti tridimensionali di figure maschili e femminili, alzate, teiere, caffettiere, zuccheriere, tabacchiere.
Tra i decori si distinguono quelli di gusto francese, principalmente il decoro 'De lambrequins et rayonnants' e il decoro alla Bérain. La fabbrica Coppellotti si distinse soprattutto nel primo,  introdotto da Rouen, con arabeschi, graticci, panneggi, composizioni geometrico-floreali spesso disposte a raggiera; alcuni di questi decori ricordano quelli di manufatti in ferro battuto, e sono pertanto detti 'à la ferronerie'.  La fabbrica Coppellotti produsse anche alcune ceramiche con decori alla Bérain, anche se in questo decoro eccelse soprattutto un'altra fabbrica attiva a Lodi nel secondo quarto del XVIII secolo, quella di Rossetti. Il decoro alla Bérain prende il nome dal decoratore Francese Jean Bérain, con pilastri, balaustre, capitelli, urne, conchiglie, ghirlande di foglie stilizzate, divinità e satiri;  La maggior parte di questi manufatti sono in monocromia turchina, ma se ne conservano anche alcuni in policromia.
Oltre ai decori di ispirazione Francese, la fabbrica Coppellotti sviluppò anche decori policromi a fiori stilizzati e decori originali basati sulla realtà Lodigiana. In particolare frutta, come uva, prugne, fragole, pesche, ciliegie, pere, limoni, un melone; animali, come una carpa, un gambero di fiume. Sono poi rappresentati castelli, ruderi con colonne, contadini, viandanti, suonatori, figure orientaleggianti, accompagnati da animali, come uccelli e cani. Da notare il decoro figurato a paesaggini, in cui la composizione è organizzata su 3 piani a zolle erbose, che offrono nella stessa ceramica 3 scorci di vita della campagna Lodigiana, con edifici, figure popolari, animali. Esistono anche alcune ceramiche in cui sono rappresentati stemmi nobiliari

## Musei
Questi sono alcuni dei musei presso i quali sono conservate ceramiche di Coppellotti:
- Museo civico di Lodi
- Musée national de Céramique (Sèvres)
- Museo internazionale delle ceramiche in Faenza
- Museo civico d'arte antica di Palazzo Madama e Casaforte degli Acaja a Torino
- Musei del Castello Sforzesco a Milano
- Pinacoteca Ambrosiana a Milano
- Musei di Strada Nuova a Genova